# Chiliopsylla allophyla
Chiliopsylla allophyla är en loppart som först beskrevs av Rothschild 1908.  Chiliopsylla allophyla ingår i släktet Chiliopsylla och familjen mullvadsloppor.

## Underarter
Arten delas in i följande underarter:
- C. a. allophyla
- C. a. tonnii